# Sabri Brothers
Die Sabri Brothers (Urdu صابری برادران) waren eine Qawwali-Gruppe aus Pakistan um die Brüder Ghulam Farid Sabri (1930–1994) und Maqbul Ahmed Sabri (1945–2011). Neben Nusrat Fateh Ali Khan gehörten sie zu den im Westen bekanntesten Interpreten dieses Sufi-Musikstils.

## Leben und Werk
Die Sabri-Brüder wurden in Kalyana im heutigen indischen Bundesstaat Haryana geboren, der früher ein Teil des Punjab war. Nach der Teilung Indiens wanderten sie 1947 mit ihrer Familie nach Pakistan aus. Bereits ab ihrem 5. Lebensjahr erhielten sie eine musikalische Ausbildung durch ihren Vater, Ustādh Inayat Sen Sabri, dessen Familie ihren Stammbaum bis ins 16. Jahrhundert auf Mian Tansen zurückführt, einen legendären indischen Musiker am Hofe Akbars I.
Seine erste Qawwali-Party („Ensemble“) gründete Maqbul Ahmed Sabri 1955, bereits im Folgejahr gründete er mit seinem älteren Bruder, der zuvor Mitglied der Party von Kallan Khan war, ein Duo. Ihre Zusammenarbeit war immer wieder von brüderlichen Auseinandersetzungen überschattet und sie arbeiteten zeitweise als Solisten, fanden sich aber immer wieder bis zum Tod von Ghulam Farid Sabri zusammen und schufen so ein umfangreiches Werk, erheblich rauer und traditionalistischer als das von Nusrat Fateh Ali Khan. Obwohl sie bereits 1974 damit begannen, auch in westlichen Ländern aufzutreten, verweigerten sie Kollaborationen und Crossover und ließen erklären: „Die Musik der Sabri Brothers ist nicht weltlich. Sie vermischen es auch nicht mit Weltlichem. Es ist Ihnen sehr wichtig, ihre Tradition als Sufi-Musik zu wahren und sie werden genau dies tun.“ (Eva Skalla, Sprecherin der Sabri Brothers 1996). Mit dieser Haltung gelang ihnen zwar im Westen nie mehr als ein Achtungserfolg, aber sie konnten ihre künstlerische Integrität in ihrer Heimat wahren.
Die Beerdigung Ghulam Farid Sabris 1994 in Karatschi wurde von mehr als 30.000 Trauernden begleitet. Sein Bruder Maqbul Ahmed Sabri starb am 21. September 2011 in Südafrika an einem Herzinfarkt.
Am 22. Juni 2016 wurde Amjad Sabri, Sohn von Ghulam Sabri und ebenfalls Mitglied der Musikgruppe, während einer Autofahrt in Karatschi von Motorradfahrern erschossen. Zuvor hatte er laut dem Sänger Fakhr-e-Alam Personenschutz beantragt, der jedoch vom Home Department verweigert worden war. Der pakistanische Premierminister Nawaz Sharif geht davon aus, dass es sich bei dem Attentat um einen terroristischen Akt handelt.

## Diskografie

### Westliche Veröffentlichungen
- Ya Habib, 1990
- Qawwali Masterworks, 1993
- Kawwali Musicians from Pakistan, 1994
- Ya Mustapha, 1996
- Jami, 1996
- Greatest Hits of Sabri Brothers, Vol. 1–3, 1994–1997
- Qawwali-Sufi Music Of Pakistan, 1998
- Musiciens Kawwali du Pakistan, 1998
- Qawwali:Sufi Music Pakistan, 2002
- Tasleem, 2003

### Veröffentlichungen in Pakistan (Auswahl)
- Pyar Ke Morr Par, 1993
- Savere Savere
- La Elah Ki Boli Bol
- Piya Ghar Aaya
- Tajdar-e-Haram
- Ae Mere Hamnasheen
- Khawaja Ki Deewani
- Saqia Aur Pila
- Milta Hai Kya Namaz Main
- Nazan Hai Jis Pe
- Ajmer Ko Jana Hai
- Posheeda Posheeda
- Bala Ghul Ala Be Kamal-e-Hi
- Maikadah
- Hazir Hain
- Ya Rehmat Al-Aalmin
- Jhoole Jhoole Ji Mohammad
- Bindia Lagaon Kabhi